# موتور اصغر گله‌داری
موتور اصغر گله‌داری روستایی در دهستان جلگه چاه هاشم بخش جلگه چاه هاشم شهرستان دلگان استان سیستان و بلوچستان ایران است.

## جمعیت
بر پایه سرشماری عمومی نفوس و مسکن در سال ۱۳۹۵ جمعیت این روستا ۱۶۳ نفر (۴۴خانوار) بوده‌است.